# Johann Jakob Wirz

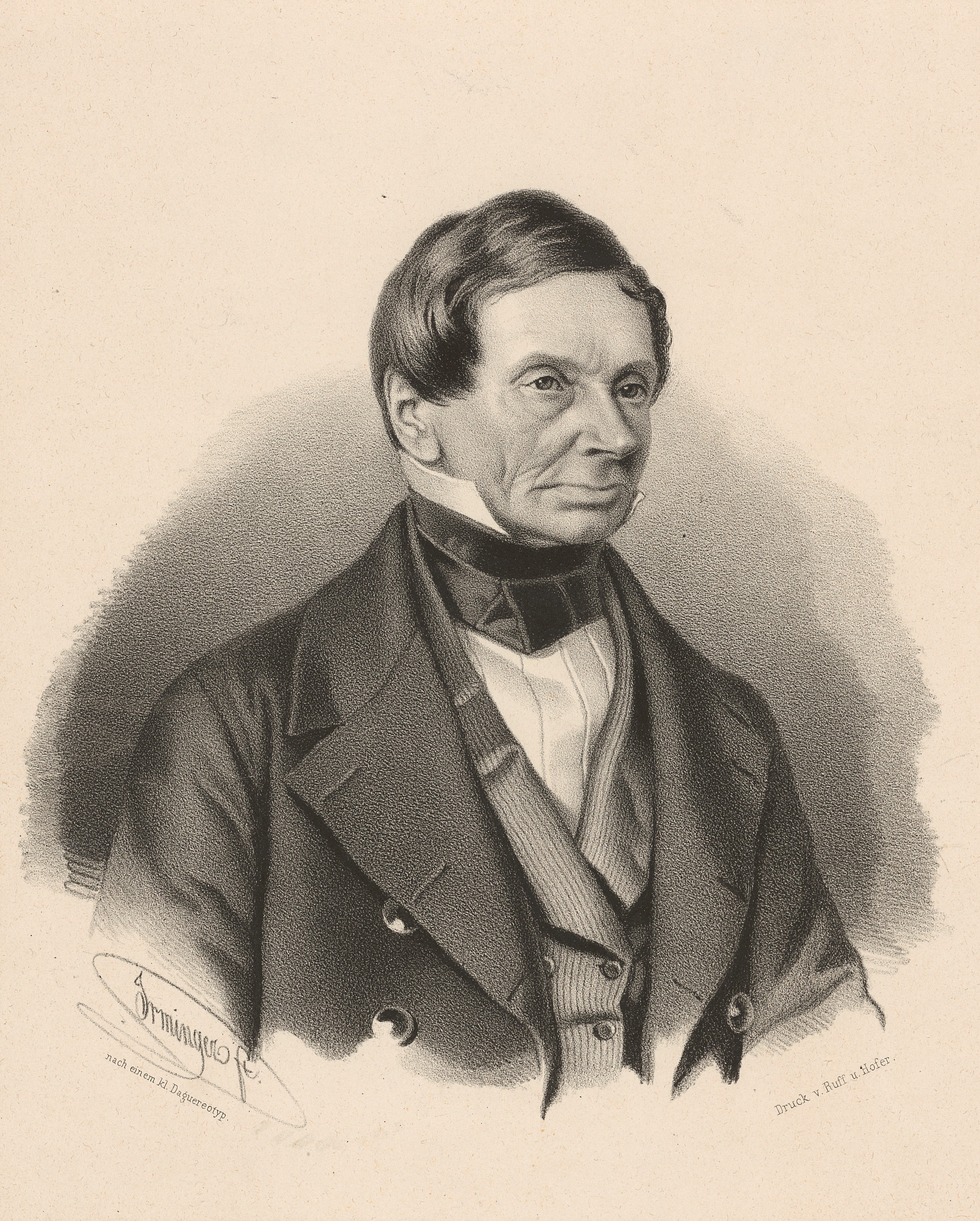
Johann Jakob Wirz

Johann Jakob Wirz (22. Januar 1778 in Basel – 25. September 1858 in Oftringen) war ein Schweizer Seidenweber, Theosoph, Mystiker sowie Gemeinschaftsgründer der „Neuen Kirche“ (zeitgenössisch bis 1852) später auch „Nazarenergemeine“. Durch die Verbreitung seiner Briefe und Schriften reichte sein Einfluss bis in pietistische sowie religiöse Gruppen und Gemeinschaften bis nach Bessarabien, in das Rheinland und später auch nach Nordamerika.

## Leben

### Frühe Jahre und Ausbildung
Wirz wurde als Sohn des Seidenwebers Josua Wirz aus Erlenbach im Kanon Zürich und seiner Ehefrau Maria Barbara geb. Nonnenmeyer in Basel geboren. Seine Kindertaufe erfolgte am 25. Januar 1778 in der evangelisch-reformierten Theodorskirche zu Basel. Über seine Kindheit und Schulbildung ist nichts bekannt. Durch seinen Vater erlernte er das Seidenweberhandwerk, das bis zum Jahr 1825 seine bescheidene wirtschaftliche Existenz sicherte. In seiner Familie, insbesondere durch seinen Vater, erhielt er eine tiefe religiöse Prägung. Das tägliche Gebet am Webstuhl u. a. nach dem „Christliches Bätt-Büchlein auff allerley Leibs- und der Seelen Nothwendigkeiten Leibs und der Seelen auf unterschiedlichen Zeiten, Zufälle, Sonderbare Stände und Personen gerichtet“ vom Züricher Felix Wyss (1596–1666) und das Lesen in der Bibel waren fester Bestandteil der kleinbürgerlichen Familien- und Arbeitswelt.
Von 1787 bis 1792 bezeugte Wirz im Nachhinein in seinen autobiographischen Schriften, dass er intensive Rufe der Gnade zu einer Beschäftigung mit der göttlichen Welt gehabt hätte.
Gemäß den Zeitumständen leistete er seinen Militärdienst in zwei verschiedenen Corps ab. Darauf folgte eine Zeit der längeren und damals üblichen Wanderschaft. Er gab als Orte der Wanderschaft hier immer Augsburg, Wien und Genf an.
Am 14. Dezember 1807 heiratete er in Basel Anna Barbara Löw von Menken zu Muttenz. Aus der Ehe gingen keine Kinder hervor.

### Berufliche und religiöse Entwicklung
Auf Grund schwieriger wirtschaftlicher Umstände arbeitete Wirz von 1811 bis 1813 in Lyon. Nach seiner Rückkehr arbeitete er noch eine kurze Zeit als Seidenweber und war dann in der Seidenbandfabrik von Johann Dobler-Debary in der Malzgasse tätig. In späteren Quellen wird er häufig als Bandweber oder Seidenbandweber bezeichnet, was er de facto nicht war. Denn aufgrund gesundheitlicher Probleme übernahm er in der Seidenbandfabrik nur leichte Arbeiten.
Im Jahr 1815 wurde er Mitglied der Deutschen Gesellschaft zur Beförderung reiner Lehre und wahrer Gottseligkeit, allgemein Deutsche Christentumsgesellschaft (gegründet in Basel 1780) genannt. Im Protokoll vom 20. Januar 1815 heißt es:

„Jakob Würz, Seidenweber, 37 Jahre alt, an der Rheingasse No. 40, in Arbeit bei H[errn] Dobler, gebürtig aus Erlenbach, Cant[on] Zürich, verheurathet, ohne Kinder; kann in der Welt keine Ruhe finden, sucht das Gute, ist Freund vom Lesen religiöser Bücher; durch Bekanntschaft mit Götschy [Seinerzeit 'Vorsteher der ledigen Brüder'] möchte er Theil an der Vers[ammlungen] nehmen; eine eigentliche Erweckung scheint noch nicht mit ihm vorgegangen zu seyn; doch scheint er nicht fern vom Reiche Gottes; er hat körperliche Leiden und besitzt ein stilles Wesen.“

Am 4. Februar 1815 wurde seine Aufnahme vermerkt. Die Christentumsgesellschaft wurde in der Zeit von Christian Friedrich Spittler und Nikolaus von Brunn, Pfarrer von St. Martin und Mitgründer der Baseler Mission, stark geprägt.
Ab 1820 hatte er Visionen und parapsychische Erlebnisse und Zustände. In dieser Zeit hatte eine erstmalige Begegnung mit Gerhard Tersteegens „Geistlichem Blumengärtlein innigster Seelen“. Des Weiteren las er die Schriften von Johannes Tauler, David Joris, Jakob Böhme, Johann Georg Gichtel, Friedrich Christoph Oetinger, Johann Heinrich Jung-Stilling und Johann Michael Hahn. Zum Teil stand er mit ihnen in Kontakt.
Er unternahm ausgedehnte Reisen zu den verschiedenen Gruppen und Gemeinschaften in der Schweiz, Deutschland und Frankreich (Straßburg) mit ähnlich mystisch-theosophischer Prägung, aber auch pietistischer und anabaptistischer Ausrichtung.
Im Jahr 1824 trat er aus der Christentumsgesellschaft aus und bildete einen Kreis von religiösen Dissidenten in Basel. Zuvor hatte es durch seine Weissagungen und als verstörend empfundenen Hellsehereien erhebliche Verstimmungen gegeben. Ende desselben Jahres gab er aus gesundheitlichen Gründen vollständig die berufliche Tätigkeit in der Seidenbandfabrik auf. Seine Glaubensfreunde im Besonderen der Basler Professor Friedrich Lachenal (1772–1854) sicherten von nun an seine wirtschaftliche Existenz.
Er unternahm trotz seines schlechten gesundheitlichen Zustandes wieder Reisen zu den verschiedenen Gruppen und Gemeinschaften. Er schrieb unentwegt Briefe, in denen er seine Visionen und Weissagungen an die verstreuten Anhänger und Freunde weitergab. In Basel wurde er täglich aufgesucht und um Rat gefragt.
Aus der Familie Karl Köllner/Sitzenkirch (Schwiegervater von Johann Christoph Blumhardt) überlieferte die Tochter Charlotte Häberlin-Köllner in den „Mittheilungen aus dem Leben des theuren Vaters Carl Köllner“ folgendes Bild: Wirz habe zwar nur die gewöhnlichste Erziehung genossen,

„…aber seine Sprache war der Ausdruck innerer Erkenntnis und Erleuchtung, die sein Auftreten unter die Erscheinung besonderer Berufung, deren jene Zeit viele aufzuweisen hatte, stellte…“ und weiter „…Sein Äußeres, das dem eines Asketen und Theosophen ähnlich war, hatte etwas Imponierendes…“

Seit 1825 begann durch die Beziehung zu Ignaz Lindl (1774–1845) die Verbreitung der Schriften und Lehren in das Rheinland (Barmen) und in die deutschen Ansiedelungen nach Bessarabien sowie in die Heimat von Lindl nach Bayern. Die enge Verbindung zu Lindl hielt bis zu seinem Tod 1845 an. Der Barmener Brüderkreis sollte sich im Besonderen durch die Herausgabe den Schriften von Wirz nach 1862 verdient machen.
Ab 1831 begann er seine Schriften herauszugeben. Sie erschienen zunächst anonym. Es erschienen „Der ächte Stein der Weisheit“ und „Der Nachtwächter oder die Mitternachtsstunde“, „Eugenius, der dritte Adam und Prieseter Melchisedek, der Gegner des Widerchrists“. Weitere Weisungen und Visionen haben die Ereignisse um die gewaltsame Basler Kantonstrennung von 1832/33 als Hintergrund. Er verliess Basel und wohnte nun überwiegend in Sitzenkirch bei der Familie Köllner, das ihm und den Seinen als „Bergungsort“ (vgl. hierzu die pietische Gründung Korntal in Württemberg) vorerst dienen soll. Von hier brach er 1834 ins Rheinland (Barmen), Württemberg und Bayern auf, um sein Anhängergruppen dort zu besuchen.

### Neue Kirche
1835 kehrte er bereits nach Basel zurück. Noch einmal 1837 reiste er in die Kantone Zürich, Argau und Bern. Im August 1843 ging aus einem Briefwechsel mit einem Zürcher Bürger die Schrift: Die neue Kirche, oder die wiedererwachte Apostolische Gemeine, in der dritten Haushaltung Gottes, unter der Regierung des heiligen Geistes, beleuchtet aus den Schriften des Alten und des Neuen Testamentes hervor. Sie wurde in Zürich gedruckt und verlegt. Sie fand weite Verbreitung bis nach Württemberg und in das Rheinland. Von nun an wurde die Bezeichnung „Neue Kirche“ oder „Neukirchler“ für die Anhänger von Wirz gebräuchlich.
Am 27. Januar 1849 starb Wirzs Frau in Basel; seit 1825 hatten sie wohl bereits getrennt gelebt. Sie hatte sich seiner Lehre nicht mit angeschlossen. Die eheliche Enthaltung war Teil der Lehre von Wirz. Dennoch war Wirz ihr sehr freundlich und liebevoll zugeneigt.
1850 kam es zur Trennung von seinem Gönner und Anhänger Friedrich Lachenal. Wirz muss zu seinen Geschwistern nach Oftringen im Kanton Aargau ziehen.

### Nazarenergemeine
Im Jahr 1852 gab Wirz die Losung aus, dass seine Gemeinschaft nicht mehr den Namen „Neue Kirche“ sondern „Nazarenergemeine“ tragen sollte.
1858 starb Wirz und wurde am 29. September 1858 im Beisein zahlreicher Anhänger aus den Kantonen Basel, Aargau, Zürich sowie aus Baden, Württemberg, Bayern, Barmen und Herford auf dem Friedhof der Gemeinde Oftringen bestattet.

## Häufige Verwechslungen und Probleme bei der Zuordnungen
Bei Johann Jakob Wirz und seiner Nazarenergemeine kommt es immer wieder zu Verwechselungen und Falschzuordnungen, bereits Kurt Hutten wies darauf hin, ebenso Ernst Staehelin.
Dazu ist folgendes zu beachten:
1. Die freikirchliche Bewegung und spätere Gemeinschaft von Samuel Heinrich Fröhlich wurde in der Schweiz und Süddeutschland zum Teil als Nazarenergemeinde oder als Nazarener bezeichnet. Erst im Verlauf der Entwicklung setzte sich die einheitliche Bezeichnung Evangelische Täufergemeinden [ETG] (neben „Neutäufer“ oder „Fröhlichianer“) durch. Lediglich in Ungarn blieb die Benennung Nazarénusok erhalten, die dem deutschen Nazarener ähnlich erscheint.[4][5]
2. Die Kirche des Nazareners (englisch Church of the Nazarene) ist eine heutige Freikirche. Sie kommt aus einer methodistischer Tradition, und verbreitet sich in Deutschland erst in den 1890er Jahren. Hat aber mit Wirz und seine Anhängern keinen Zusammenhang.[4][5]

Das Leben und die Theologie von Wirz ist wenig erforscht. Deshalb kommt immer wieder vor, dass Wirz und seine Gemeinschaft mal den Inspirierten Gemeinden zugeordnet werden oder den Apostolischen Gemeinden. Häufig aber auch dem Radikal Pietismus, dem Spiritismus und der Theosophie.

## Publikationen
Zu seinen Lebzeiten wurden durch Wirz (Zu Anfang Anonym) publiziert:
- Der ächte Stein der Weisheit, oder das Kind des Gehorsams und der Liebe; für Seelen, welche die tieferen Wahrheiten des inneren göttlichen Lebens suchen. Von einem Freunde der Wahrheit. Basel, 1821
- Der Nachtwächter, oder die Mitternachtsstunde. Ein Ruf der Warung und der Liebe. Auch ein Wort über die Erscheinung des heiligen Priesters Melchisedek, Basel, 1831
- Eugenius, der dritte Adam und Prieser Melichisedek, der Gegner des Widerchrists, Basel, 1831
- Die entschleierte Zukunft, eine Offenbarung, niedergeschrieben am 18. März 1825, wie sie der Geist der Weissagung dictirte; Erste Auflage: Germania 1832. Zweite Auflage: nebst einem Anhange vom Dezember 1840; Barmen März 1841. Dritte Auflage, nebst zwei Anhängen: Barmen 1848; In Französisch: L'avenir dévoilé, réveélation telle que l'esprit de prophétie l'a dictée 18 Mars 1825. Traduit de l’allemand, Neuchâtel, 1832
- Gedanken beim Anblick einer Schnitterscene, Dritte Auflage: Basel, 1843
- Der Höllenrat : oder Eine unterweltliche Reichsratssitzung oder Die Quelle der Verwirrungen in gegenwärtiger Zeit, Nebst einem Anhange über die Gerichtssitzungen in der himmlischen Welt, Erste und Zweite Auflage, Barmen, 1849; Letzte Auflage: Lorch (Württemberg), 1930
- Körner aus dem Kornfelde geistiger Wahrheiten von Joh. Jakob Wirz [Eine Sammlung von 600 Auszügen aus Briefen und anderen Mitteilungen, Barmen, 1860 (postum)]

Als eine Art Gesamtausgabe bei Teschemacher in Barmen ab 1862:
- Biographie von Johann Jacob Wirz : ein Zeugniß der Nazarenergemeine von der Entwicklung des Reiches Gottes auf Erden, Barmen, 1862
- Zeugnisse und Eröffnungen des Geistes, Band 1, Barmen, 1863
- Zeugnisse und Eröffnungen des Geistes Heilige Urkunden der Nazarenergemeine, Band 2, Barmen, 1864
- Glaubensgrund der Nazarenergemeinde, Briefe Johann Jacob Wirz, Band 1, Erste und zweite Sammlung, Barmen, 1866
- Glaubensgrund der Nazarenergemeinde, Briefe Johann Jacob Wirz, Band 2, Dritte Sammlung Briefe an Ignaz Lindl, Barmen, 1868
- Glaubensgrund der Nazarenergemeinde, Briefe Johann Jacob Wirz, Band 3, Vierte Sammlung Briefe an den Bruderkreis in Barmen, Barmen, 1874